# Стад де ля Пе
«Стад де ля Пе» (фр. Stade de la Paix) — багатофункціональний стадіон у місті Буаке, Кот-д'Івуар, який використовується в основному для футбольних матчів. Стадіон вміщує 40 тис. Разом зі стадіоном «Фелікс Уфуе-Буаньї» він був побудований для Кубка африканських націй 1984 року. Згодом на ньому також проходили матчі Кубка африканських націй 2023 року.
Він є домашнім майданчиком для трьох місцевих клубів — «Буаке», АСК (Буаке) та «Альянс» (Буаке).

## Історія

### Ранні роки
Стадіон був побудований у 1984 році в рамках підготовки Кот-д'Івуару до проведення Кубок африканських націй 1984 року разом із стадіоном «Фелікс Уфуе-Буаньї» в столиці того часу Абіджані. «Стад де ля Пе» на континентальній першості прийняв загалом 7 ігор, у тому числі 6 на груповому етапі і 1 у плей-оф (матч за 3-є місце).
Під час громадянської війни в Кот-д'Івуарі (жовтень 2002 — березень 2007) на стадіоні не проводилися спортивні змагання. Об'єкт був окупований «Новими силами» і, ймовірно, використовувався для страт урядової поліції та військового персоналу.
30 липня 2007 року відбувся матч між командами Кот-д'Івуару та Мадагаскару під час «Вогню миру», який має велике значення для національного примирення. Це було частиною Уагадугської угоди. Цей матч викликав значний інтерес, коли Кот-д'Івуар переміг з рахунком 5:0.

### Реконструкція 2007 року

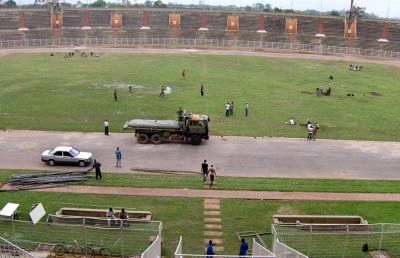
Стадіон під час реконструкції 2008 року.

Після офіційного закінчення громадянської війни почалася капітальна реконструкція стадіону. Реконструкцію планували завершити до 3 червня 2007 року. Згідно з джерелами (як повідомляє L'Inter), загальна вартість цієї реабілітації оцінюється в 200—300 мільйонів франків КФА (приблизно від 305 000 до 457 400 євро) або навіть більше.
2008 року на цьому стадіоні відбувся матч-відповідь між Кот-д'Івуаром і Мадагаскаром у кваліфікації до Кубка африканських націй 2008 року, згідно з побажаннями Дідьє Дрогба, володаря «Золотого м'яча» Африки в 2006 році та капітана «слонів».
Реконструкція цього стадіону включала чітке розмежування зон доступу для гравців та офіційних осіб, а також повну реконструкцію роздягалень. Було капітально відремонтовано офіційну ложу, трибуни, роздягальні, захисні бар'єри, лазарет. Крім того, були оновлені душові та туалети для гравців і широкої громадськості. Що стосується безпеки, не було вжито кілька додаткових заходів, включаючи будівництво стін на виході з роздягалень, щоб запобігти будь-якому контакту між гравцями та публікою. За словами експертів Федерації футболу Кот-д'Івуару та міністерства, все було зроблено відповідно до міжнародних стандартів ФІФА.

### Реконструкція 2018—2020 років
Напередодні Кубка африканських націй 2021 року Кот-д'Івуар розпочав роботи з розширення, щоб збільшити місткість стадіону до 40 000 місць відповідно до вимог КАФ. Керувала цими роботами компанія Mota Engil, щоб перетворити об'єкт на стадіон в англійському стилі, без бігових доріжок та з дахом над трибунами. Але 30 листопада 2018 року КАФ позбавив Камерун права приймати Кубок африканських націй 2019 року через затримки з будівництвом стадіонів та іншої необхідної інфраструктури. Турнір було перенесено до Єгипту, а тодішній президент КАФ Ахмад Ахмад заявив, що замість нього Камерун погодився прийняти турнір у 2021 році. Таким чином, Кот-д'Івуар, який мав бути господарем у 2021 році, прийняв Кубок африканських націй у 2023 році. 30 січня 2019 року президент КАФ підтвердив зміну розкладу після зустрічі з президентом Кот-д'Івуару Алассаном Уаттарою в Абіджані, Кот-д'Івуар.

### Реконструкція 2023 року

Стадіон під час реконструкції 2022 року.

Стадіон було відремонтовано в рамках підготовки до Кубка африканських націй 2023 року, запланованого на січень 2024 року. Він став другим за величиною стадіоном в країні, після того як його місткість була збільшена з 25 тис. до 40 тис. місць.

### Кубок африканських націй 2023
Стадіон став одним із місць проведення Кубка африканських націй 2023 року. Ну турнірі пройшло 9 ігор.